# Bombus neoboreus
Bombus neoboreus är en biart som beskrevs av Percy Sladen 1919. Den ingår i släktet humlor och familjen långtungebin. Inga underarter finns listade.

## Taxonomi
Artens taxonomi är föremål för omvärdering: Taxonet betraktas numera som troligen bestående av två, hittills okända arter. Mycket litet är därför känt om arten.

## Ekologi
Arten lever på den arktiska tundran. Bona är underjordiska. Hanarna är så kallade patrullerare, det vill säga de flyger i förbestämda banor på jakt efter parningsvilliga ungdrottningar.

## Utbredning
Utbredningsområdet omfattar arktiska Nordamerika, från Alaska i USA till Yukon, Northwest Territories och Nunavut i Kanada.

## Bevarandestatus
På grund av det dåliga kunskapsläget klassificerar IUCN arten under kunskapsbrist ("DD"). Man anger inte några preciserade hot för just denna art, men konstaterar att arktiska arter generellt är känsliga för klimatförändringar som bland annat stigande medeltemperatur, som kan leda till tidigare snösmältning och därmed minskande tillgång till vatten under sommaren.